# Litocorsa dentata
Litocorsa dentata är en ringmaskart som beskrevs av Imajima 1987. Litocorsa dentata ingår i släktet Litocorsa, och familjen Pilargidae. Inga underarter finns listade.